# Следы на снегу (фильм, 1955)
«Следы́ на снегу́» — советский детективный художественный фильм, снятый в 1955 году режиссёром Адольфом Бергункером по одноимённой повести Георгия Брянцева.

## Сюжет
Действие фильма происходит в послевоенные годы.
Однажды якутский охотник Быкадыров находит в тайге странные и таинственные следы, ведущие в посёлок.
В посёлке только что совершено убийство начальника геологической экспедиции; он был убит выстрелом из пистолета.
Для того, чтобы расследовать преступление, из Москвы приезжает группа сотрудников Комитета государственной безопасности.
Диверсанты боятся разоблачения, покидают посёлок и следуют к условленному месту; в этом месте их должен ждать американский самолёт.
Сотрудникам госбезопасности удаётся задержать преступников, а также экипаж самолёта, прилетевшего за ними…

## В ролях
- Владимир Краснопольский — Роман Лукич Шелестов, майор государственной безопасности
- Владимир Гусев — Григорий Петренко, лейтенант госбезопасности
- Евгения Тэн — Надежда Эверстова, радистка
- Пётр Решетников — Иннокентий Назарович Быкадыров, старик-охотник
- Константин Адашевский — Яков Степанович Винокуров, начальник комплексной экспедиции № 87
- Олег Жаков — Василий Михайлович Белолюбский, шпион, изменник
- Михаил Медведев — Иван Шараборин, беглый уголовник
- Антс Эскола — диверсант
- Александр Борисов — Грохотов, полковник госбезопасности
- Содном Будажапов — Очуров
- Матрёна Гермогенова — жена Очурова
- Георгий Гумилевский — Пахомыч, сторож в посёлке
- Зана Занони — Замятина Зинаида Николаевна, сотрудница экспедиции
- Борис Лёскин – Васин, монтёр
- Борис Ильясов — лётчик (нет в титрах)
- Юрий Родионов — эпизод

## Съёмочная группа
- Автор сценария: Георгий Брянцев
- Режиссёр-постановщик: Адольф Бергункер
- Режиссёры: Евгений Немченко, М. Шейнин
- Оператор-постановщик: Вениамин Леви́тин
- Композитор: Орест Евлахов
- Каскадёр: Александр Массарский